# Donganti
Donganti is een bestuurslaag in het regentschap Kediri van de provincie Oost-Java, Indonesië. Donganti telt 579 inwoners (volkstelling 2010).